# Marek Żukow-Karczewski
Marek Żukow-Karczewski (nascido 6 de Maio de 1961) é um historiador e jornalista polonês especializado na história da Polónia, em história da Cracóvia, em história da arquitetura e também em questões proteção ambiental.

## Biografia
Ele vem de uma familia nobre russo-polaca, mencionado na Rússia (em russo:  Жуков, em polonês/polaco:  Żukow, em português:  Jukov) no século X e na Polônia (Karczewski) no século XIV. Ele estudou história na Universidade Jaguelônica. Em 1981, ele co-organizado Comitê    Cívico por resgatar Cracóvia (Obywatelski Komitet Ratowania Krakowa (pl)). Entre outras coisas, ele lidou com o restauro de monumentos históricos no Cemitério Rakowicki. Ele é o autor de cerca de 500 publicações e artigos que foram publicou, entre outros, em seguintes jornais e revistas:  Aura (revista) (pl), Czas Krakowski (pl),  Echo Krakowa (pl),  Gazeta Krakowska (pl),   Kalendarz Serca Jezusowego (pl), Kraków magazyn kulturalny (pl),  Posłaniec Serca Jezusowego (pl), Przekrój (pl), Życie Literackie (pl). Seu trabalhos também são publicar em portais de internet (Ekologia.pl, Wolne Media, My21). Ele também colaborou com Televisão Polaca e Rádio Polaca (Polskie Radio (pl)). Desde 1991, é membro da Associação de Jornalistas poloneses (Stowarzyszenie Dziennikarzy Polskich (pl)) e da Federação Internacional de Jornalistas.

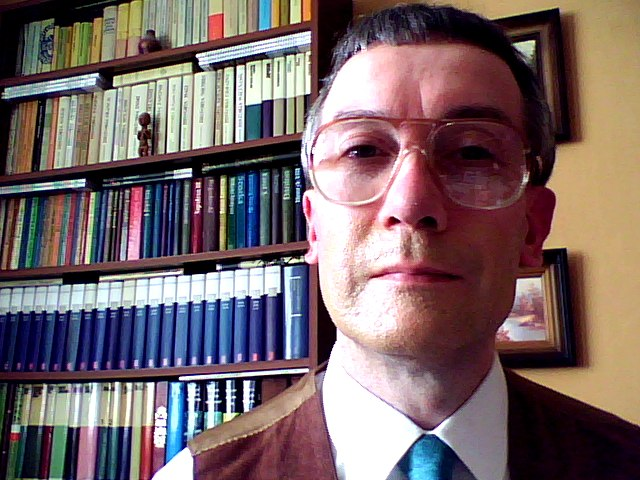
Marek Żukow-Karczewski no trabalho em seu escritório (2015)

## Obras (seleção)
- Klejnoty i insygnia koronacyjne w dawnej Polsce. Prawdy i legendy, "Życie Literackie", 32, 1987-08-09
- Sprawa raperswilska, "Życie Literackie", 34, 1987-08-23
- Stanisław August w Petersburgu, "Życie Literackie", 43, 1987-10-25
- Wielkie pogrzeby w dawnej Polsce, "Życie Literackie", 44, 1988-10-30
- Syberyjskie losy Piotra Wysockiego, "Życie Literackie", 48, 1988-11-27
- Walka o światło. Krótka historia sztucznego oświetlenia, Ekologia.pl, 2012-10
- Woda napęd doskonały?, Ekologia.pl, 2012-10
- W poszukiwaniu ciepła. Dawne sposoby i systemy ogrzewania pomieszczeń, Ekologia.pl, 2012-11
- Gra w kości - pierwsze spotkania z człowiekiem kopalnym, Ekologia.pl, 2013-02
- Eksperymenty i doświadczenia medyczne na zwierzętach, Ekologia.pl, 2013-05
- Łuk - oręż bogów i ludzi, Ekologia.pl, 2014-02
- Robinson na Syberii, Ekologia.pl, 2016-03